# Internationella polaråret

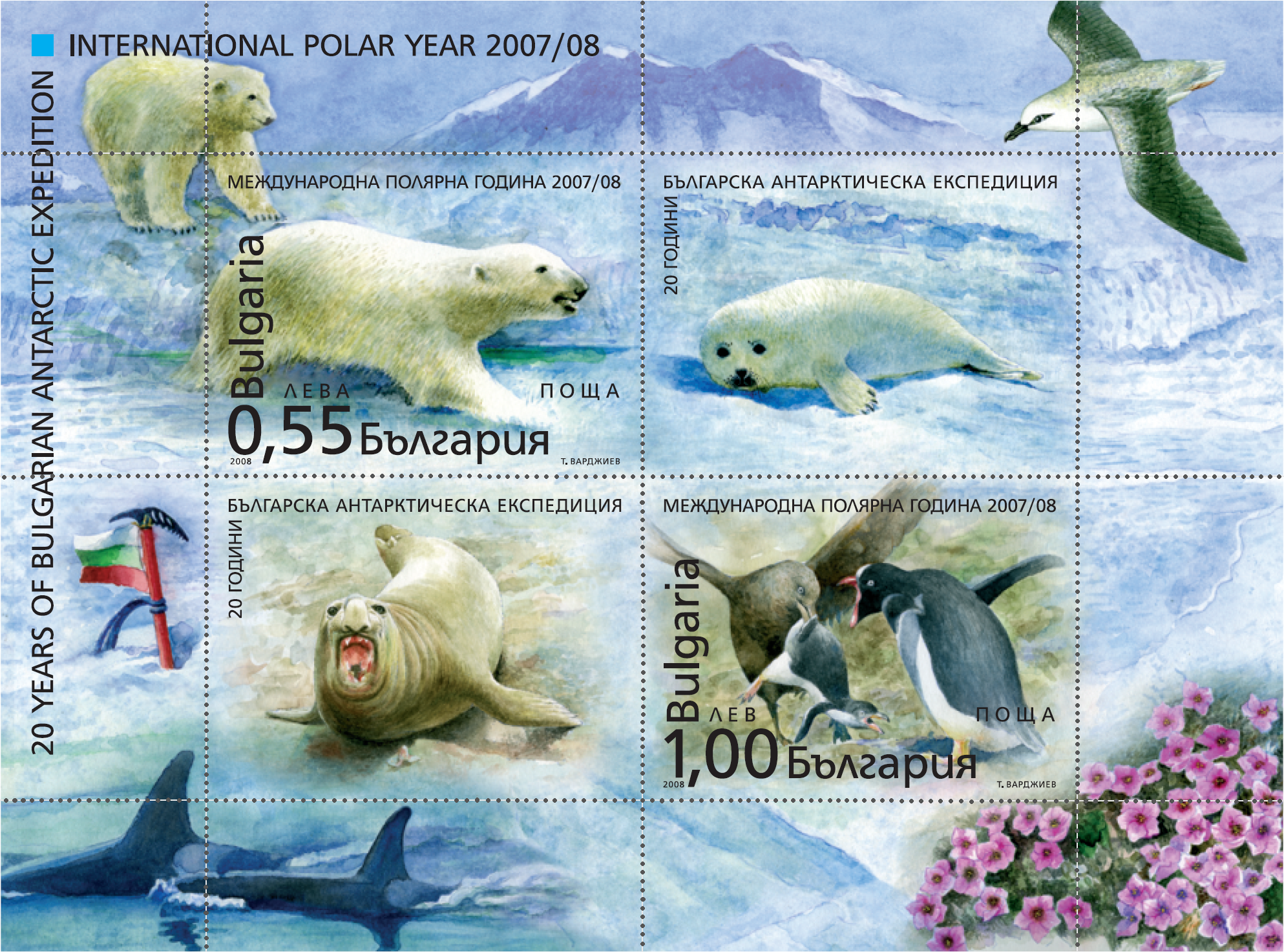
Bulgariska frimärken från polaråret.

Internationella polaråret var ett samarbete mellan flera stater för att utforska polarregionerna.

## Första internationella polaråret 1882–1883
Huvudartikel: Första internationella polaråret, 1882–1883
Det första internationella polaråret initierades 1882 till 1883 efter förslag från den tysk-österrikiska forskaren Carl Weyprecht. 50 år senare (1932–1933) hölls åter ett internationellt polarår. Mellan 1957 och 1958 utvidgades aktiviteterna och beteckningen ändrades till Internationella geofysiska året.

## Andra internationella polaråret 1932–1933
Sverige deltog	med två observationsstationer på Spetsbergen.

## Tredje internationella polaråret 1957–1958
Huvudartikel: Internationella geofysiska året
Det tredje internationella polaråret gick under namnet Internationella geofysiska året.
67 länder deltog i detta samarbete. Ett undantag var Kina, som protesterade mot Taiwans medverkan.   

## Fjärde internationella polaråret 2007–2009
Det fjärde polaråret var ett tvåårigt projekt som startade i mars 2007 och slutade i mars 2009.
Uppskattningsvis 50 000 forskare, lärare, studenter och andra engagerade från mer än 60 länder deltog i drygt 200 forsknings- och utbildningsprojekt. För svensk samordning svarade Polarforskningssekretariatet.
Den 1 mars 2007 invigdes vetenskapsmuseet Palais de la Découverte i Paris och på 25 andra platser.
Meningen med polaråret var att göra människor medvetna om klimatförändringar i Arktis och Antarktis. Klimatförändringar påverkar hela världen, men kommer att synas först, och tydligast, i polarområdena. Forskningsområden var:
- miljösituationen i polarområdena
- att förstå tidigare och förutse framtida förändringar
- sambanden mellan polära och globala processer
- att ta ny vetenskap till polarområdena
- att observera jorden och rymden från polerna
- polarsamhällenas hållbarhet

När det internationella polaråret avslutas år 2009 kommer European Space Agency (ESA) att skänka forskningen ett viktigt bidrag; en rymdfarkost som kommer att mäta förändringarna i polaristäcket och den flytande havsisen. Denna forskning kommer att ge ovärderliga uppgifter och bevis om hur snabbt istäcket håller på att försvinna.